# Hedyotis yazhouensis
Hedyotis yazhouensis är en måreväxtart som beskrevs av Fu Wu Xing och R.J.Wang. Hedyotis yazhouensis ingår i släktet Hedyotis och familjen måreväxter.
Artens utbredningsområde är Hainan (Kina). Inga underarter finns listade i Catalogue of Life.